# Étienne François Choiseul
Étienne-François de de Choiseul, conde de Stainville, e duque de Choiseul (Nancy, 28 de junho de 1719 – Paris, 8 de maio de 1785) foi embaixador e depois secretário de Estado de Luís XV.

## Biografia
Filho mais velho de François Joseph de Choiseul, marquês de Stainville (1700-1770), herdou o título do pai. Alistou-se na Marinha Francesa e participou nas campanhas da Boémia, em 1741 e da Itália, intervindo na Batalha de Coni, durante a Guerra de Sucessão Austríaca.
De 1745 a 1748 esteve nos Países Baixos durante o assédio de Mons, Charleroi e Maastricht, pela categoria de suplente de general. Em 1750 casa com Louise Honorine Crozat, filha de Louis François Crozat, marquês do Châtel.
Choiseul obtém o favor de Madame de Pompadour, procurando para ela algumas cartas que Luis XV havia escrito a sua prima Madame de Choiseul-Romanet, com a qual o rei havia tido uma aventura galante. Depois de ter sido, por pouco tempo, representante de Vosges, é nomeado embaixador em Roma, em 1753, levando a cabo as negociações sobre os distúrbios provocados pela bula papal Unigenitus, de Clemente XI, que condenava o Jansenismo. Atua com eficácia e em 1757, sua protetora lhe nomeia delegado em Viena, com o encargo de cimentar a nova aliança entre França e Áustria. Seu sucesso em Viena abre-lhe o caminho para uma ótima carreira, quando, em 1758, ele suplanta o Cardeal de Bernis (1715-1794) para Ministro de Relações Exteriores, conseguindo assim comandar a política externa francesa durante a Guerra dos Sete Anos.

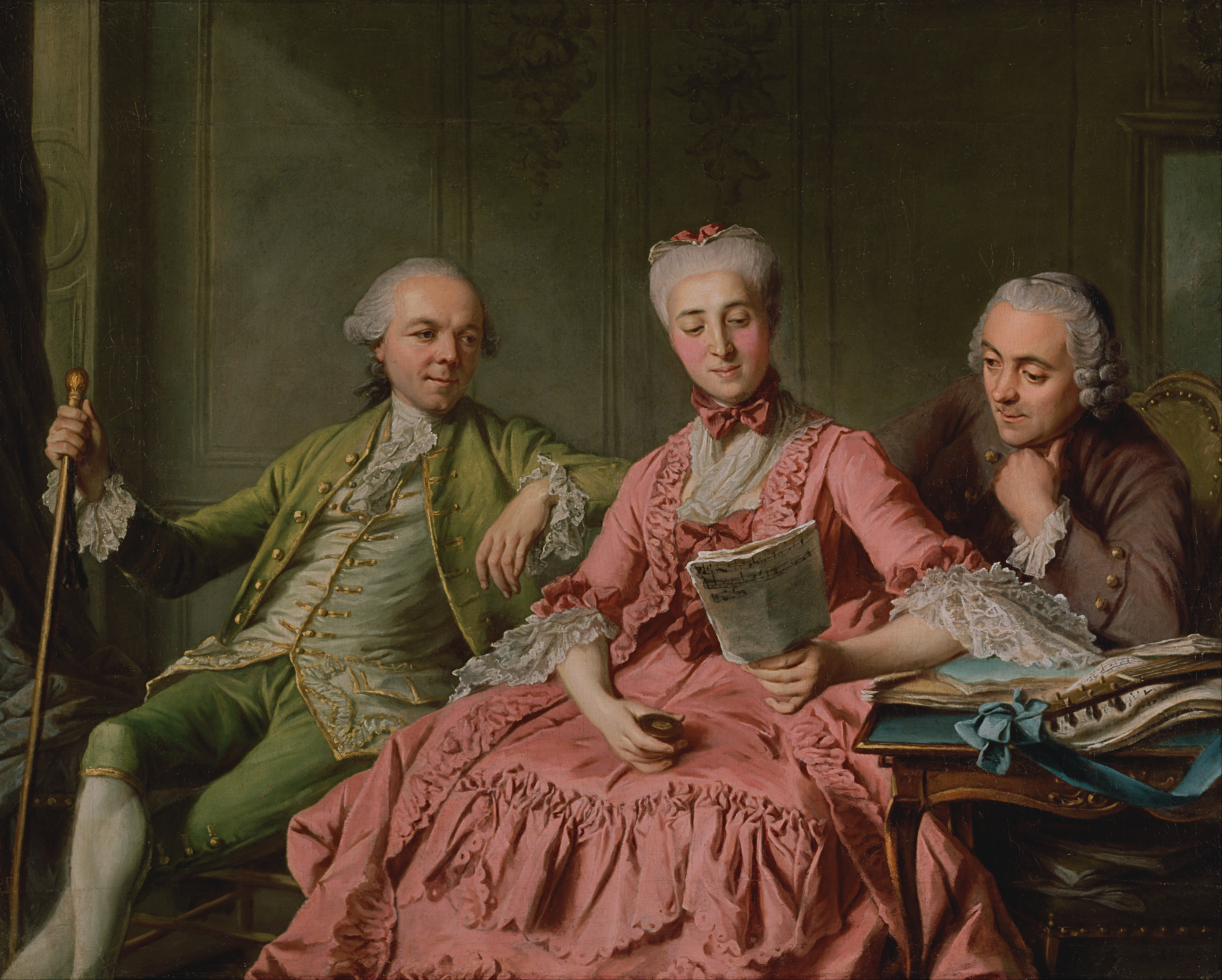
Duque de Choiseul, Madame de Brionne e Abade Barthélemy, por Jacques Wilbaut

Na época, foi feito par de França e tornou-se duque de Choiseul. Choiseul continuou a controlar a política da França até 1770, apesar de ter sido substituído por seu primo César Gabriel de Choiseul (1712-1785), duque de Praslin, como Ministro de Relações Exteriores de 1761 a 1766. Durante o período, lidou com importantes tarefas do estado. Como autor do Pacto de Família, tentou recuperar através de uma aliança com a Casa Bourbon de Espanha os resultados desastrosos obtidos com a aliança com a Áustria; mas esta ação veio muito tarde. No entanto, sua política vigorosa em outros departamentos de estado não foi de todo infrutífera.
Subindo ao poder no bojo da consequente desmoralização após as batalhas de Rossbach e Krefeld, com audácia e energia ele reformou e reforçou o exército e a marinha, e, ainda que tarde demais para evitar a perda do Canadá e da Índia, desenvolveu as colônias francesas nas Antilhas e em São Domingos e anexou a Córsega e a Lorena à coroa francesa. Sua administração dos assuntos internos satisfez em geral aos filósofos e mais ainda a permissão para a publicação da Enciclopédia.
A queda política de Choiseul deve-se a suas ações contra os jesuítas e por seu apoio ao oponente La Chalotais e aos parlamentos provinciais. Após a morte de Madame Pompadour, em 1764, seus inimigos, liderados por Madame du Barry, nova favorita do rei Luís XV, e pelo chanceler Maupeou, tornaram-se fortes demais para ele e, à época da Crise das Falkland, em 1770, Choiseul foi obrigado a retirar-se para sua propriedade em Chanteloup. As intrigas contra ele conseguiram, no entanto, aumentar sua popularidade, já bastante alta, e, durante seu retiro, que durou até 1774, continuou bastante influente e frequentado por muitas personalidades eminentes da época. Para seu grande desapontamento, entretanto, o rei Luís XVI, sucessor do avô Luís XV, não o reconduziu a sua antiga posição mas permitiu que Choiseul voltasse para Paris, em 1774, onde o político morreu em 8 de maio de 1785, deixando para trás uma grande dívida.
Choiseul possuía tanto habilidade quanto diligência e, apesar de certa falta de tenacidade, demonstrou visão e liberalidade na direção dos negócios. Era baixo e de aparência doentia. Escreveu suas "Memórias" durante seu exílio de Paris, apenas notas avulsas sobre diversos assuntos.
A ilha Choiseul, a maior ilha das Ilhas Salomão, tem seu nome devido a este político francês.